# Podomitrium phyllanthus
Podomitrium phyllanthus är en bladmossart som först beskrevs av William Jackson Hooker, och fick sitt nu gällande namn av William Mitten. Podomitrium phyllanthus ingår i släktet Podomitrium och familjen Pallaviciniaceae. Inga underarter finns listade i Catalogue of Life.